# Tunesische Akademie für Wissenschaft, Literatur und Kunst

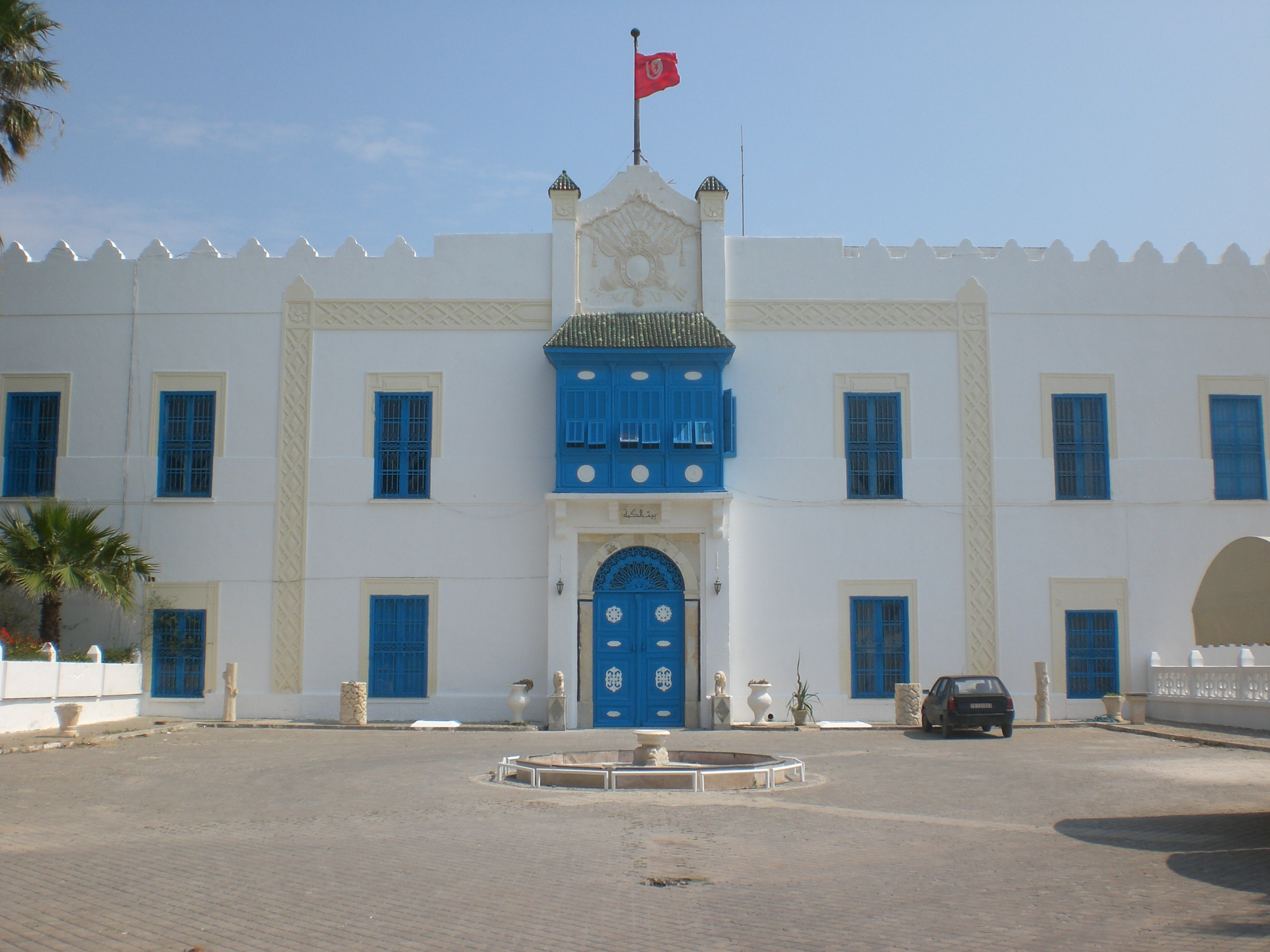
Gebäude der Akademie, das Palais Zarrouk in Tunis

Die Tunesische Akademie für Wissenschaft, Literatur und Kunst (arabisch المجمع التونسي للعلوم والآداب والفنون, DMG Maǧmaʿ at-Tūnisī li-l-ʿulūm wa-l-ādāb wa-l-funūn, französisch Académie tunisienne des sciences, des lettres et des arts), auch Beit al-Hikma (arabisch مؤسسة بيت الحكمة, DMG Muʾassasat Bait al-Ḥikma ‚Stiftung ›Haus der Weisheit‹‘) ist eine 1992 gegründete tunesische geistes- und naturwissenschaftliche Akademie. Sie hat ihren Sitz im Palais Zarrouk im Vorort Karthago der Hauptstadt Tunis. Akademiepräsident ist seit 2021 Mahmoud Ben Romdhane.

## Geschichte

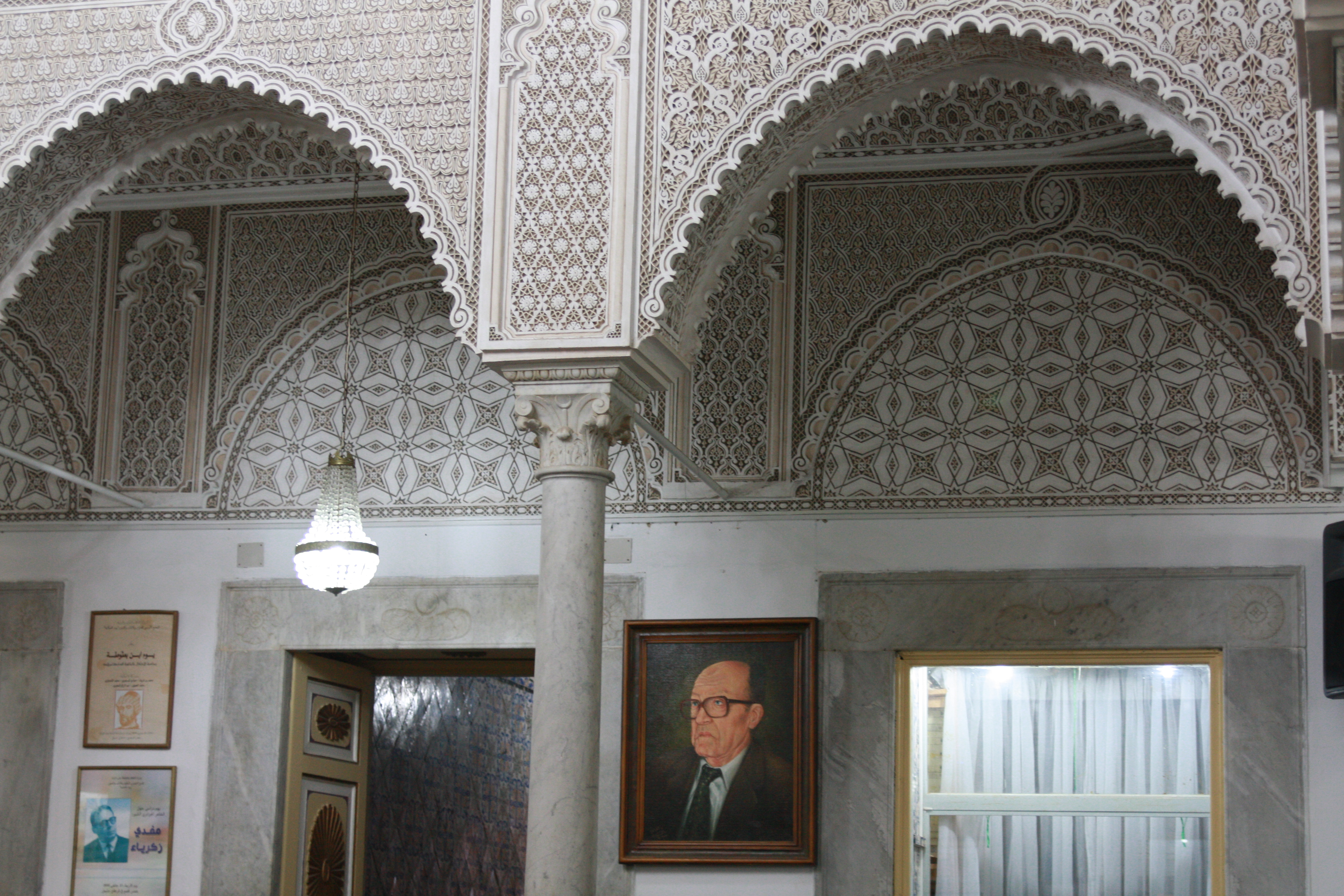
Inneres des Akademiegebäudes

Das heutige Beit al-Hikma ist Nachfolger der 1983 gegründeten Nationalen Stiftung für Übersetzung, Texte und Studien. Im Juli 2012 erfolgte eine Reorganisation und die Bildung eines Wissenschaftsrates, dessen Mitglieder auf Lebenszeit berufen werden. Die Akademie gliedert sich in die Sektionen für Mathematik und Naturwissenschaften, Human- und Sozialwissenschaften, Islam-Studien, Literatur sowie Kunst. Sie setzt sich aus 50 ordentlichen in Tunesien lebenden Mitgliedern, 10 außerhalb Tunesiens lebenden Mitgliedern, 15 korrespondierenden Mitgliedern und 5 tunesischen Ehrenmitgliedern zusammen.

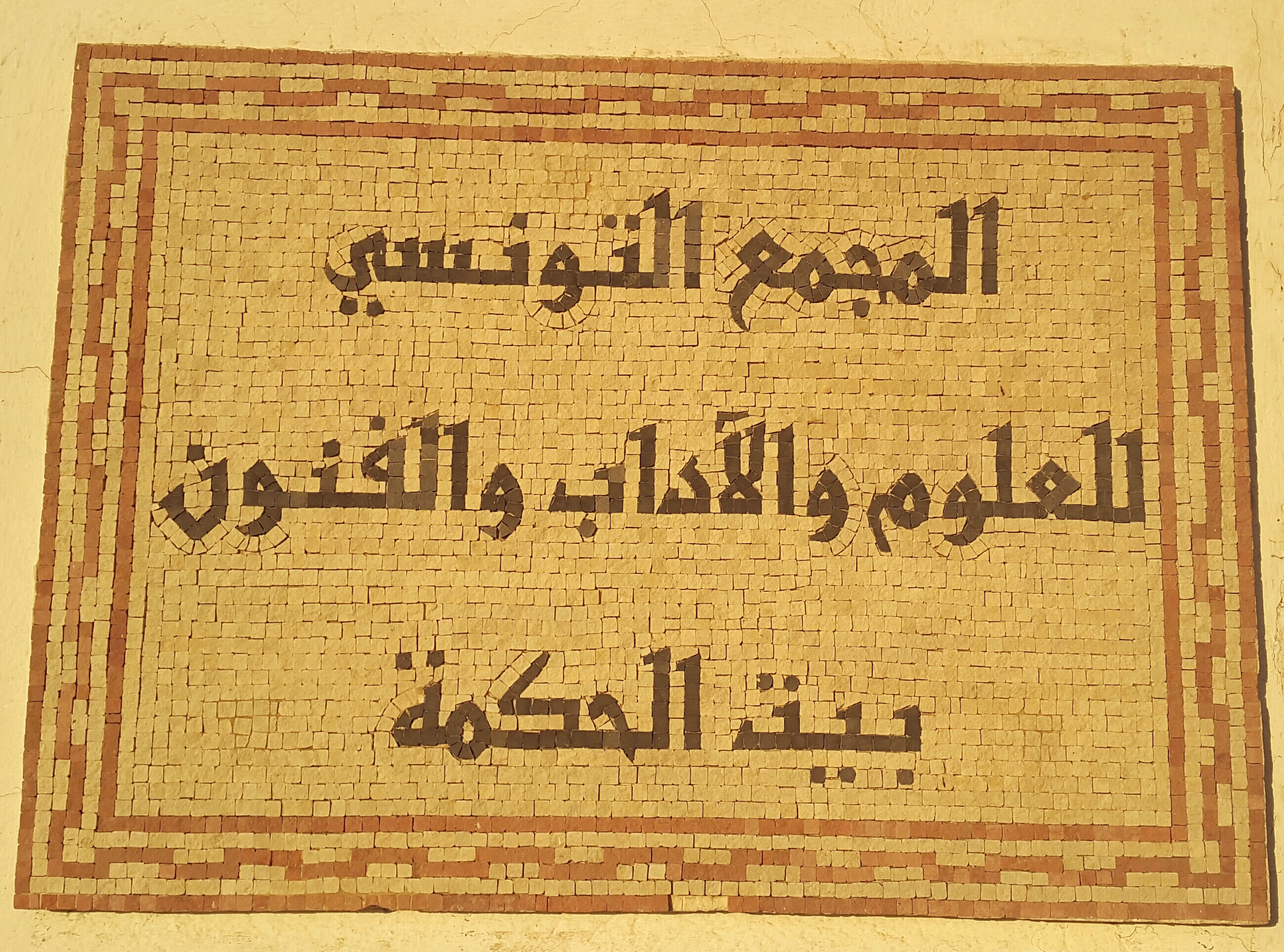
Namensmosaik, arabisch
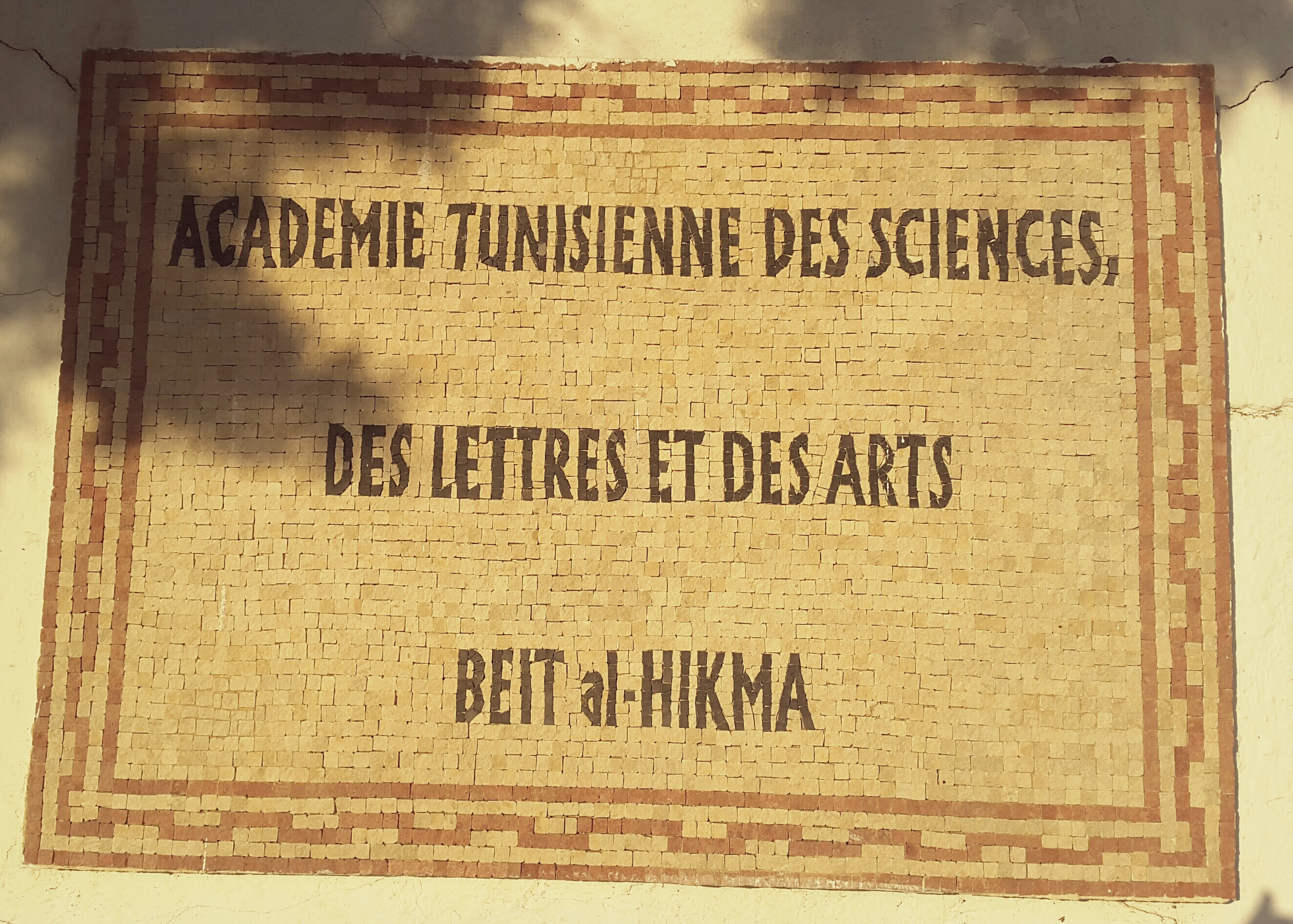
Namensmosaik, französisch

## Aufgaben
Schwerpunkte sind die arabische Sprache und der Erhalt von Kulturgütern. Die Beit al-Hikma ist heute einer der bedeutendsten Verleger und Herausgeber wissenschaftlicher Literatur und Hochschulschriften in Tunesien, erstellt Lexika, Wörterbücher, Übersetzungen und veranstaltet wissenschaftliche Konferenzen.

## Präsidenten
- Ahmed Abdessalem (1983–1987)
- Azeddin Beschaouch (1987–1991)
- Saad Ghrab (1991–1995)
- Abdelwahab Bouhdiba (1995–2011)

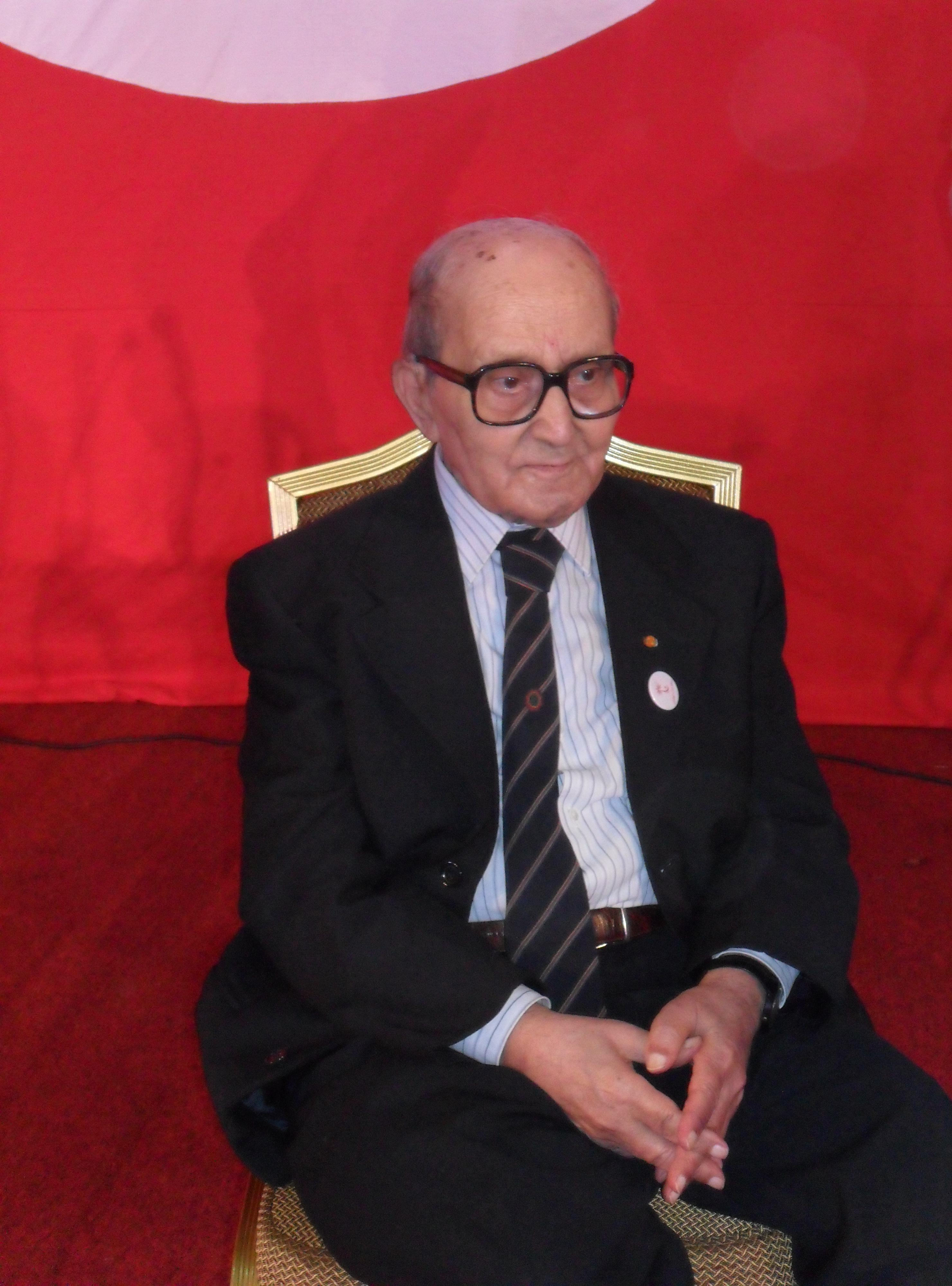
Mohamed Talbi (2011–2012)
- Hichem Djait (2011–2015)
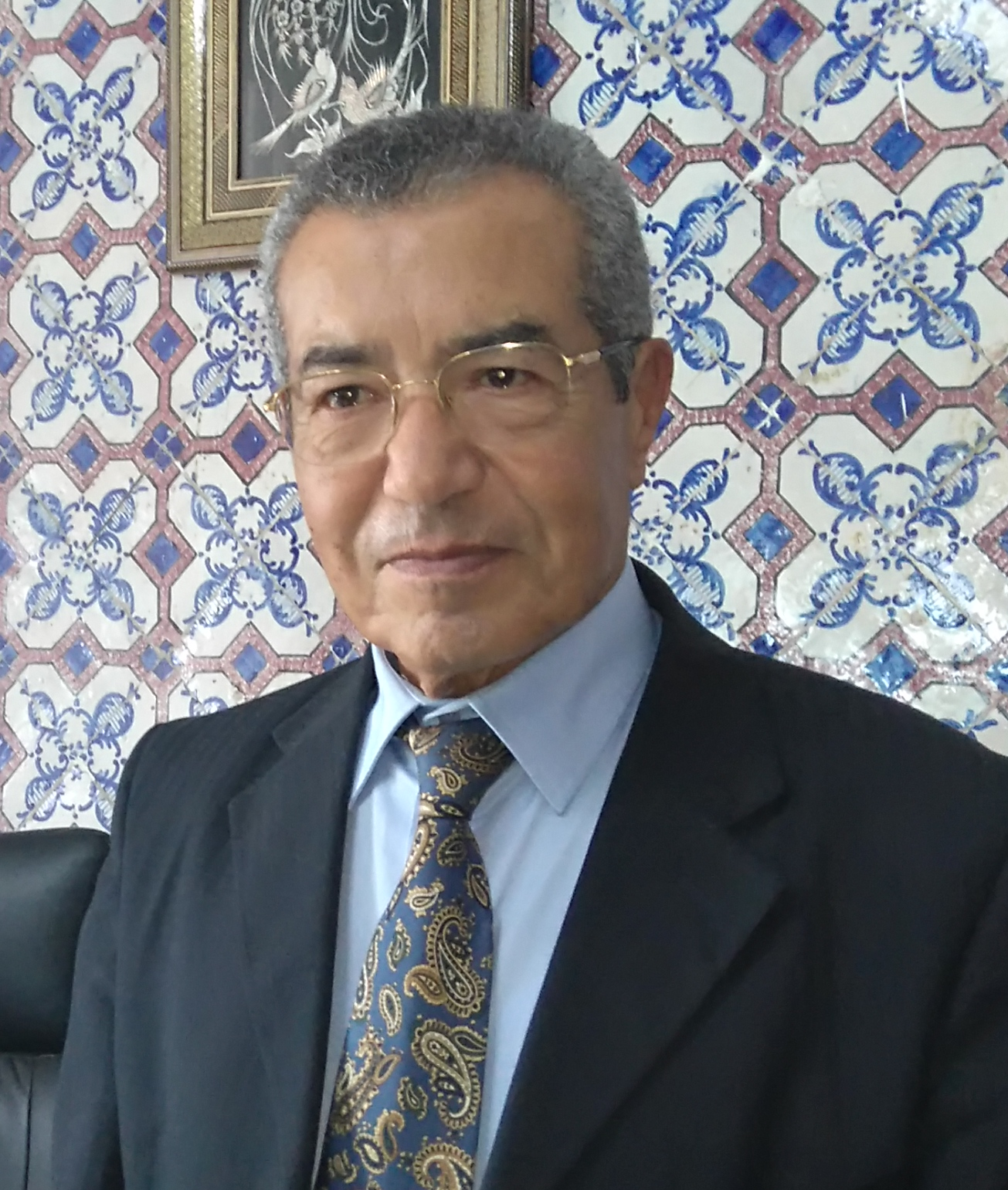
Abdelmajid Charfi (2015–2021)
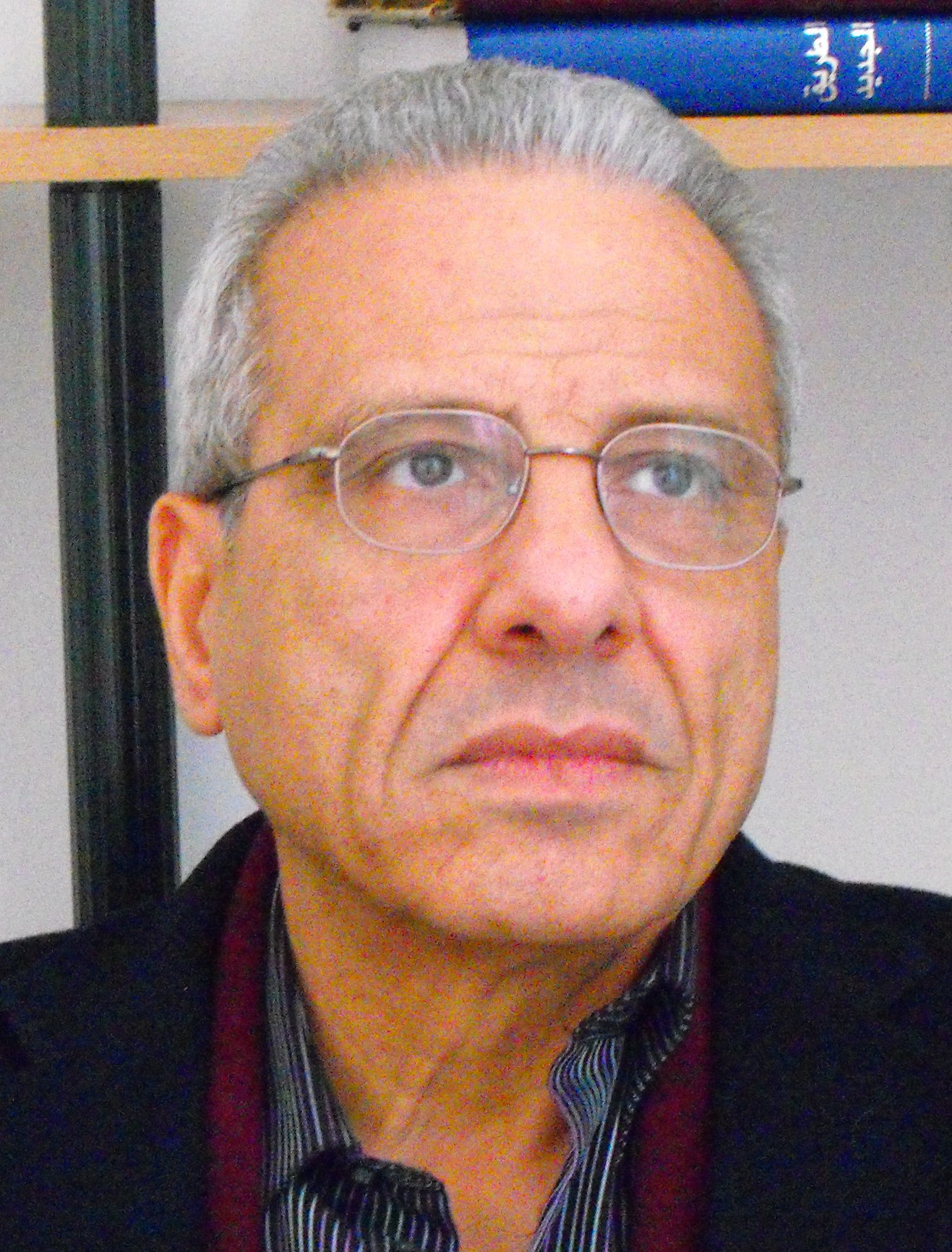
Mahmoud Ben Romdhane (2021- )

- Mohamed Talbi (2011–2012)
- Abdelmajid Charfi (2015–2021)
- Mahmoud Ben Romdhane (seit 2021)